# Жирохов Михайло Олександрович
Михайло Олександрович Жирохов (нар. 19 листопада 1974, Комсомольське, Донецька область) — український історик і журналіст.

## Життєпис
Закінчив історичний факультет Донецького державного університету в 2000 році. 
Спеціалізації — конфлікти на пострадянському просторі, історія авіації. 
Є автором близько 300 друкованих праць в періодичних виданнях Росії, України, Чехії, Сербії та інших країн, в тому числі більш ніж 40 книг російською, українською та англійською мовами.

## Праці
1. Крылья возмездия. Краткая история ВВС Израиля. — М.: АСТ, Минск: Харвест, 2001.- 400 с. ISBN 5-17-008848-5, 985-13-0455-7 [4]
2. (+ Котлобовский А. В.) «Иду на таран!». Последний довод «сталинских соколов». — М.: ЭКСМО, Яуза, 2007. — 432 с. ISBN 978-5-699-22730-3[5]
3. Карабах: земля раздора. — К.: Изд.дом «Румб», 2009—264 с. ISBN 978-966-2273-00-7, 978-966-1568-24-1
4. Союзники Люфтваффе. — М.: Вече, 2011. — 336 с. ISBN 978-5-9533-5139-3
5. Битва за Донбасс. Миус-фронт, 1941—1943. — М.: Центрполиграф, 2011. — 319 с. ISBN 978-5-227-02674-3[6]
6. Асы над тундрой. Воздушная война в Заполярье, 1941—1944. — М.: Центрполиграф, 2011. — 253 с. ISBN 978-5-227-02906-5[7]
7. Пылающие небеса. Боевая авиация в Чеченской войне. — М.: ЭКСМО, Яуза, 2011. — 320 с. ISBN 978-5-699-52066-4
8. Меч и огонь Карабаха. Хроника незнаменитой войны. 1988—1994. — М.: Центрполиграф, 2012. — 285 с. ISBN 978-5-227-03227-0
9. Семена распада: войны и конфликты на территории бывшего СССР. — СПб: БХВ-Петербург, 2012. — 688 с. ISBN 978-5-9775-0817-9
10. Опасное небо Афганистана. Опыт боевого применения советской авиации в локальной войне, 1979—1989.- М.: Центрполиграф, 2012.-319 с. ISBN 978-5-227-03863-0[8]
11. 100 великих асов авиации. — М.: Вече, 2013. — 384 с. ISBN 978-5-4444-0827-8; 2-й тираж −2014.
12. Истребители — на взлет! — М.: Вече, 2013. — 288 с. ISBN 978-5-4444-1373-9
13. Приднестровье: история конфликта. — М.: Русская панорама, 2014. — 320 с. — ISBN 978-5-93165-255-9
14. Большое небо дальней авиации. Советские дальние бомбардировщики в Великой Отечественной войне. 1941—1945. — М.: Центрполиграф, 2014. — 221 с. — ISBN 978-5-227-05297-1
15. Вертолетчики в Афганской войне. — М.: ЭКСМО, Яуза, 2014. — 318 с. — ISBN 978-5-699-73083-4
16. Рождение советской штурмовой авиации. История создания «летающих танков», 1926—1941. — М.: Центрполиграф, 2014. — 221 с. — ISBN 978-5-227-05654-2
17. Пограничная авиация в Афганской войне. — М.: ЭКСМО, Яуза, 2015. — 221 с. — ISBN 978-5-699-81290-5
18. Стальной кулак (танки в войне на Донбассе) 2018. — 208 с. ISBN 978-966-97805-0-8
19. Саур-могила последний рубеж. — К.: Сигматрейд, 2018—240 с. ISBN 978-966-97805-3-9
20. «Іван Бовкун: кривавий шлях народного месника» / Михайло Жирохов. — Чернігів : «Княжий град», 2020.